# Kärlekens val
Kärlekens val (engelska: Dying Young) är en amerikansk dramafilm från 1991 i regi av Joel Schumacher. I huvudrollerna syns bland andra Julia Roberts och Campbell Scott.

## Handling
Hilary O'Neal (Julia Roberts) tar ett jobb som sjuksköterska åt en döende man. Mannen är till en början kall och otrevlig men snart börjar de inse att de har saker gemensamn. Sakta börjar de förälska sig i varann, en kärlek som är dödsdömd från början.

## Rollista (i urval)
- Julia Roberts - Hilary O'Neil
- Campbell Scott - Victor Geddes
- Vincent D'Onofrio - Gordon
- Colleen Dewhurst - Estelle Whittier
- David Selby - Richard Geddes
- Ellen Burstyn - Mrs. O'Neil